# Der rote Reiter (1923)
Der rote Reiter ist ein deutsches Stummfilmmelodram aus dem Jahre 1923 mit Fern Andra.

## Handlung
Deutschland in der frühen Nachkriegszeit. Der ehemalige Offizier Otto von Wellisch, einst (in der Kaiserzeit) ein angesehener Mann, wurde durch die turbulenten Zustände der jungen Weimarer Republik aus der Bahn geworfen. Nun steht er ohne Beruf und Einkommen da und muss sich komplett neuen Herausforderungen stellen. Ähnlich ergeht es der ebenfalls Adeligen Hasia von Nawroska, die bis vor kurzem nur Luxus um sich herum gewohnt war. Die beiden System-Verlierer werden rasch ein Paar. Eines Tages spricht ihn ein gewisser Direktor Livius an und eröffnet Wellisch ein merkwürdiges Angebot: Er, der dem im Ersten Weltkrieg gefallenen Verlobten seiner einziger Tochter Etelka sehr ähnlich sehe, solle zu ihm in seine luxuriöse Villa ziehen und fortan seiner Tochter ein treuer Gatte sein. Die ist vor Kummer um ihren verschollenen Verlobten (dessen Tod man ihr bislang verheimlicht hat) dem Wahnsinn nahe, und Wellisch könne, ohne fortan noch jemals finanzielle Sorgen zu haben, wohlbehütet an der Seite der Tochter seinen Lebensabend fristen. Von Wellisch lässt sich auf den Handel ein, verlässt Hasia und erscheint, mit all den Papieren des toten Kriegskameraden, bei der Tochter des Hauses in dem beschaulichen Ort Heidestatt. 
Überglücklich über die Rückkehr des verschollenen, vermeintlichen Verlobten, willigt Etelka Livius sofort ein, Ottos Ehefrau zu werden. Auch Otto findet Gefallen an der kleinen, jungen Dame. Doch bald türmen sich Wolken am Firmament auf: Wellisch und Livius können nicht gut miteinander, und Wellisch vermisst seine adelige Ex-Freundin und die große weite Welt der Großstadt, die er bislang gewohnt war. Er lässt Heidestatt hinter sich, kehrt zu Hasia zurück, und beide versöhnen sich. Hasia hat inzwischen Karriere beim Film gemacht, und auch Otto sieht dort für sich berufliche Chancen. Ihm wird angeboten, in einem Streifen einen tollkühnen Reiter zu geben. Wellisch hat jedoch ein schlechtes Gewissen Etelka gegenüber und beschließt, noch einmal nach Heidestatt zurückzukehren, um sich seiner Gattin gegenüber zu erklären. Von ihr erfährt er zu seiner Überraschung, dass sie von ihm schwanger ist. Etelka macht ihm klar, dass sie ihn über alles liebe. Dennoch will Otto zurück zum Film. Bei den Proben verunglückt er, der titelgebende rote Reiter, schwer. An seinem Krankenbett erscheinen Etelka und ihr Vater, und Hasia muss erkennen, dass Etelkas Liebe für Otto mehr ist als alles, was sie ihm geben könnte. Und so lässt sie ihn ziehen.

## Produktionsnotizen
Der rote Reiter entstand im Frühjahr 1923, passierte am 5. Mai desselben Jahres die Zensur und wurde am 14. Juni 1923 in Berlins Marmorhaus uraufgeführt. Die Länge des mit Jugendverbot belegten Siebenakters betrug 2567 Meter. In Österreich lief der Film am 16. August 1923 an.

## Kritik
Das Prager Tagblatt lobte „die Pracht der Ausstattung … und … die Lebendigkeit der Szenen am Rennplatz und in den Vergnügungslokalen der Großstadt“. Ferner wurde „die bis zum letzten Augenblick spannende Handlung“ herausgehoben. Zur schauspielerischen Einzelleitung des Darstellers des Otto von Wellisch hieß es am selben Ort: „Hervorragend im Spiel Graf Salm. Meisterlich ist, wie er zwischen beiden Frauen am Krankenbett zu seiner Gattin zurückfindet, psychologisch ungemein fein gezeichnet ist, wie sich die Gestalt des Helden aus seelischem Zwiespalt heraus zu männlicher  Größe emporentwickelt. Ihm ebenbürtig ist das Spiel der beiden Frauen Fern Andra und Carola Toelle.“

## Einzelnachweis
1. ↑  „Der rote Reiter“. In: Prager Tagblatt, 8. Dezember 1923, S. 8 (online bei ANNO).